# Richard Schoemaker
Richard Leonard Arnold (Richard) Schoemaker (Roermond, 5 oktober 1886 - Sachsenhausen, 3 mei 1942) was een Nederlands schermer, hoogleraar architectuur bij de faculteit bouwkunde van de Technische Hogeschool Delft en verzetsstrijder tijdens de Tweede Wereldoorlog.

## Biografie

### Carrière
Vanaf 1905 was hij als cadet aan de Koninklijke Militaire Academie actief in diverse sporten, vooral de schermsport. In 1908 nam hij deel aan het schermen bij de Olympische Spelen van 1908 in Londen. Op het onderdeel sabel werd hij derde in de tweede ronde van poule 1. Daarmee plaatste hij zich niet voor de volgende ronde.
Na de Spelen vertrok hij naar Nederlands-Indië, waar hij, net als later zijn broer C.P. Wolff Schoemaker, hoogleraar bouwkunde werd aan de Technische Hogeschool (THS) in Bandoeng. In tegenstelling tot zijn broer bleef hij niet in Indië, maar aanvaardde hij dezelfde functie in Delft.
In Delft was hij lid van de Vrijmetselaarsloge Loge Silentium waar hij een belangrijke rol speelde en waar hij een van de vijf slachtoffers was die in de bezettingstijd omkwamen.
Hij was lid van de "Raad der Vereniging" van de De Nederlandsche Padvinders (NPV).

### Oorlogsjaren
Vlak na het begin van de Duitse bezetting in 1940 richtte Schoemaker een verzetsgroep op. De groep spioneerde en verzamelde wapens. De Schoemaker-groep stond los van de Ordedienst maar had wel contact met de Groep Mekel. Vooral Delftse studenten waren bij deze twee groepen betrokken.
Na verraad door de negentienjarige Hugo de Man werd Schoemaker opgepakt. Op 3 mei 1942 werd hij in kamp Sachsenhausen gefusilleerd door de Duitsers.
In 1946 werd aan Schoemaker bij Koninklijk Besluit postuum het Verzetskruis toegekend wegens: "Voor onder gevaarlijke omstandigheden betoonden moed, inititatief, volharding, offervaardigheid en toewijding in den strijd tegen den overweldiger van de Nederlandsche onafhankelijkheid en voor het behoud van de geestelijke vrijheid, daarbij in hem eerende een der uitingsvormen van het verzet, dat in zijn veelzijdige activiteit van 15 mei 1940 tot 5 mei 1945 in stijgende mate den vijand heeft geschaad en op onvergetelijke wijze tot de bevrijding van het Vaderland heeft bijgedragen."